# BFGoodrich
BFGoodrich was een Amerikaanse fabrikant van autobanden.
Het bedrijf werd in 1870 opgericht door Dr. Benjamin Franklin Goodrich, die in het Noord-Amerikaanse Akron, Ohio een autobandenfabriek onder de naam B.F. Goodrich Company, later bekend als BFGoodrich, opende. Zijn zoon, Charles Cross Goodrich, richtte in 1903 het eerste bandenonderzoekscentrum van de Verenigde Staten op, waardoor hij een voorsprong op zijn concurrenten had. Hij leverde de banden voor de Winton Touring Car, die de Noord-Amerika vanaf oost naar west doorkruiste.
Om zich ook met de luchtvaart bezig te houden nam het bedrijf in 1909 deel aan de eerste internationale vliegrace, die gehouden werd in Reims, en won die met een Curtiss Aeroplane Corporation. Het behaalde hierbij een recordsnelheid van 75 km/h. In 1927 leverde het bedrijf de banden voor het vliegtuig van Charles Lindbergh, die met zijn Spirit of St. Louis, als eerste non-stop de Atlantische Oceaan overstak. Veel later, in 1981, wist het bedrijf de Space Shuttle met banden van het bedrijf uit te rusten. Door deel te nemen aan de rally Parijs-Dakar won het team van het bedrijf in de periode 2002-2007 zes maal achter elkaar, gevolgd door nogmaals een overwinning in 2017. In de periode 2006 – 2011 won het bedrijf vijf maal achtereen de World Rally Cross kampioenschappen.
In 1947 kwam het bedrijf met de eerste tubeless autoband voor de Amerikaanse markt, gevolgd in 1965 door de eerste radiaalband voor eveneens de Amerikaanse markt. Het bedrijf ontwikkelde achtereenvolgens de 'run-flat’ band (1967), de eerste radiaal-tourbanden in Noord-Amerika (1972), de all-terrain band (1976), de commerciële zware truck band (1996),een band met kleur (1999), een 24-inch 4X4-band (2002).
Aanvankelijk produceerde het bedrijf rubber brandslangen en drijfriemen, maar begon daarna met de productie van luchtbanden voor de fiets, in 1898 gevolgd door luchtbanden voor auto’s. Het was het eerste bedrijf in de V.S. dat deze banden vervaardigde. Al snel kwamen ook concurrenten op, zoals  Goodyear, Firestone, General en Uniroyal.
In 1934 ontwikkelde het bedrijf een rubber drukpak voor piloten voor het gebruik op grote hoogten, en dat in 1935 voor gebruik gereed was.
In 1971 nam de B.F. Goodrich Company het noodlijdende Nederlandse rubberverwerkende bedrijf Vredestein over, maar toen bleek dat Vredestein er slechter voorstond dan werd verwacht, wilde het bedrijf er weer van af. Het bedrijf bezat reeds vanaf 1946 20% van de aandelen Vredestein.
In 1988 fuseerde het bedrijf met Uniroyal. En in 1989 stopte de Goodrich Corporation, voorheen B.F. Goodrich Company, met de vervaardiging van autobanden en liet dat proces over aan de Noord-Amerikaanse tak van Michelin, Michelin North America Inc., dat eerder de fabricage van de banden van Goodrich al op zich had genomen. Hierbij werd ook de naam B.F. Goodrich aan Michelin verkocht.